# Concerto pour piano de Britten
Pour un article plus général, voir Concerto pour piano.
Pour les articles homonymes, voir Concerto pour piano (homonymie).
Le Concerto pour piano, op. 13, est une œuvre de Benjamin Britten composée en 1938 et révisée par l'auteur en 1945. Il s'agit de son unique concerto pour piano.

## Histoire
Le Concerto pour piano, dédié à Lennox Berkeley, fut composé au printemps 1938 et créé le 18 août de la même année dans le cadre des Proms de Londres, par l'Orchestre symphonique de la BBC sous la direction de Henry Wood, avec Benjamin Britten au piano.
Une seconde version de l'œuvre, remaniée par l'auteur en 1945, fut créée le 2 juillet 1946 au Cheltenham Music Festival. La première londonienne eut lieu peu après, lors des Proms au Royal Albert Hall, avec Noel Mewton-Wood, soliste, et l'Orchestre symphonique de Londres sous la direction de Basil Cameron (en).
En 1970, Britten a enregistré le Concerto pour piano en tant que chef d'orchestre aux Snape Maltings, près d'Aldeburgh. Il dirigeait  l'English Chamber Orchestra et Sviatoslav Richter était le soliste.

## Structure
L'œuvre se compose de quatre mouvements : 
1. Toccata : Allegro molto e con brio
2. Waltz : Allegretto
3. Impromptu : Andante lento
4. March : Allegro moderato sempre a la marcia

La durée moyenne de l'exécution est d'environ 35 minutes.